# 최무인
최무인(1971년 11월 15일 ~ )은 대한민국의 배우이다.
서울 가락초, 광장중, 광남고등학교, 청주대학교 연극영화과 졸업 및 동대학원 수료.

## 학력
- 가락초등학교
- 광장중학교
- 광남고등학교
- 청주대학교 연극영화과 졸업
- 청주대학교 일반대학원 연극영화학과 수료

## 출연 작품

### 연극_공연
- 《타자기 치는 남자》(2021, 2022 극단 명작 옥수수밭_제43회 서울연극제 공식선정작) - 최경구 역 // 2022 서울연극제 연기상 수상
- 《메이드 인 세운상가》(2022 극단 명작옥수수밭_2021 공연예술 창작산실 올해의 신작 연극부문 선정작, 2022 CGV 영화관 아르코 라이브 '올해의신작' 기획 상영전) - 김길호 역
- 《깐느로 가는길》(2021 극단 명작 옥수수밭, 창작산실선정작) - 용팔 역
- 《외설적인(indecent)》(2020 아르코파트너) -늙은 숄렘 아쉬,페레츠, 예켈, 쉴트크라우트, 오토, 판사, 웨이터 역
- 《일상의 광기에 대한 이야기》(2018, 2019 극단 프로젝트 아일랜드_2018 서울연극제 대상, 연출상, 연기상, 관객평가상. 동아연극상 작품상, 연출상,유인촌신인연기상) - 이르지 역
- 《드림텔》(2018, 국립극단) - 형사 역
- 《웨이크 업, 햄릿》(2016, 극단 파종잡담) - 유령 역
- 《동물원이야기》 (2015, 극단 가변) - 제리 역
- 《한국 배우 100인의 독백-모노 스토리 시즌3》(2014, 서울연극제) - 배우 최무인
- 《아일랜드》(2012-2014, 2019, 극단 프로젝트 아일랜드_2014 삿포로 TGR 대상, 홋카이도 연극재단 베스트3)- 존 역 // 2012 밀양연극제 연기상 수상
- 《도피의 기술》(2010, 극단 고리) - 큰주먹 역
- 《콜렉션》(2005, 2010, 극단 가변) -해리 역
- 《진짜 신파극》(2008, 2010 극단 고리) -히라끼 역
- 《서울소음》(2009-2010, 극단 루트21) - 무인 역
- 《쉬어매드니스》(2006-2007 극단 뮤지컬헤븐) - 오준수 역
- 《양덕원이야기》(2006, 극단 차이무) - 지씨 역
- 《돼지사냥》(2005, 극단 차이무) - 비밀수사관 역
- 《라이방》 (2004-2005, JT culture_2004 밀양 연극제 최우수상)- 기진 역
- 《OnAir-햄릿》(2003, 극단 가변_서울연극제 앙상블상) - 호레이쇼 역
- 《패밀리 리어》(2003, 극단 가변) - 애드먼드 역
- 《맨버거 그 속엔 누가 들었나》(2003, 극단 가변) - 영화감독 역
- 《숙주 1455-2002》(2002, 극단 가변) - 세조 역
- 《사슬》(2002,  극단 표현과 상상) - 마크 역  // 한국연극연출가협회 신춘 해외단막선, 연출가협회 연기상 수상
- 《콤플렉스 리어》(2000, 2002, 극단 가변)_2000 세익스피어 페스티벌 초청작 - 애드먼드 역
- 《세 자매》(2002, 우리극 연구소) - 뚜젠바흐 역
- 《바코드 0336307979》(2002, 극단 가변) - 나 역
- 《True X》(2002, 극단 가변) - 리 역
- 《나는 똥이올시다》(1992, 극단 아미) - 사내 역
- 《바쁘다 바뻐2》(1990, 극단 하나) - 용식 역

### TV_드라마
- 《낮과 밤이 다른 그녀》 (2024, JTBC) - 서말태 역
- 《팬레터를 보내주세요》 (2022, MBC) - 학생주임 역
- 《삼남매가 용감하게》 (2022, kbs) - 해결사 역
- 《아다마스》 (2022, tvn) - 임덕수 역
- 《인사이더》 (2022, jtbc) - 중개인 역
- 《지금부터, 쇼타임》 (2022, MBC) - 민홍식 역
- 《출사표》 (2020, KBS2) - 통장 역
- 《더 킹 : 영원의 군주》 (2020, SBS) - 강준혁 역
- 《방법》 (2020, tvN) - 선배기자 역
- 《초콜릿》 (2019, JTBC) - 나라 아빠 역
- 《사랑의 불시착》 (2019, tvN) - 감찰국장 역
- 《왕이 된 남자》 (2019, tvN) - 이한종 역
- 《힘쎈여자 도봉순》 (2017, JTBC) - 육팀장 역
- 《맨홀 - 이상한 나라의 필》 (2017, KBS2) - 봉필 해병대 외삼촌 역
- 《너를 기억해》 (2015, KBS2) - 형사 역
- 《비밀》 (2013, KBS2) - 지희 담당 수사관 역
- 《백년의 유산》 (2013, MBC) - 형사 역
- 《KBS 드라마 스페셜 - 상권이》(2012, KBS2) - 박 형사 역
- 《KBS 드라마 스페셜 - 리메모리》(2012, KBS2) - 공중호 역
- 《KBS 드라마 스페셜 - 동일범》(2011, KBS2) - 하우스 책임자 역
- 《KBS 드라마 스페셜 - 그 남자가 거기 있다》(2011, KBS2) - 박 형사 역
- 《KBS 드라마 스페셜 - 우연의 남발》(2010, KBS2) - 안테나 역

### 장편_영화
- 《아부쟁이》(2022, 황승재 감독) - 준이 아빠 역
- 《미스터 보스》(2020, 김형기 감독) - 현준 아빠 역
- 《다시, 봄》(2019, 정용주 감독) - 유도부감독 역
- 《사랑활동의 내구성》(2010, 성일석 감독) - 신구 역

- 《만남의 광장》(2007, 김종진 감독) - 잡배 1 역
- 《파송송 계란탁》(2005, 오상훈 감독) - 진구 역
- 《위대한 유산》(2003, 오상훈 감독) - 심 형사 역

- 《해안선》(2002, 김기덕 감독) - 대원 역
- 《토요일 오후 2시》(1997, 민병진 감독) - 불곰녀 정부 역
- 《첫사랑》(1993, 이명세 감독) - 연극반원 역

### 단편_영화
- 《사랑하는 나의 임 못 보셨소?》(2003, 영상원 전문사) - 대환 역
- 《손님》(2001)_부산 단편영화제 관객상 - 상주 역
- 《어항》(2000) - 대환 역
- 《건》(2000)_대구단편영화제 동상 - 아버지 역
- 《비창》(1999)_금관영화제 우수상 - 대환 역
- 《One Shot》(1998) - 사회자 역
- 《시험보는 날》(1998) - 사이비 목사 역
- 《소멸》(1998) - 그 역
- 《Ten years ago》(1996) - 남편 역
- 《승무》(1996) - 대환 역

## 수상 내역
- 2022년 서울연극제 연기상
- 2012년 밀양여름공연예술축제 연기상
- 2002년 한국연극연출가협회 신춘 해외 단막선,  연출가협회 연기상